# Vladan Grujić
Vladan Grujić (Banja Luka, 17 maggio 1981) è un ex calciatore bosniaco, di ruolo centrocampista.

## Carriera

### Club
Grujić iniziò la carriera con la maglia del Borac Banja Luka. Giocò poi per l'Obilić e per la Stella Rossa. Passò successivamente ai tedeschi del Colonia e poi ai russi dell'Alanija Vladikavkaz. Il 22 gennaio 2006 firmò un contratto della durata di due anni e mezzo con i bulgari del Litex Loveč.
Tornò poi in patria, per giocare nel Sarajevo. Il 29 febbraio 2008, si legò ai norvegesi del Moss. Il 6 aprile esordì nell'Adeccoligaen, giocando da titolare nel pareggio per 1-1 sul campo del Sandnes Ulf. Il 30 aprile segnò la prima rete, nel pareggio per 1-1 contro il Notodden.
Tornò poi in Bosnia ed Erzegovina, per militare nelle file del Laktaši. Vestì poi le maglie dei ciprioti dello AEP Paphos e dell'Aris Limassol.

### Nazionale
Dal 2002 al 2006 giocò 23 incontri per la Bosnia ed Erzegovina.